# مارك ميتشيل (لاعب كرة قدم أسترالية)
مارك ميتشيل (بالإنجليزية: Mark Mitchell)‏ هو لاعب كرة قدم أسترالية أسترالي، ولد في 4 سبتمبر 1951.

## وصلات خارجية
- مارك ميتشيل على موقع AustralianFootball.com (الإنجليزية)
- مارك ميتشيل على موقع AFLtables.com (الإنجليزية)